# Bernhard Germeshausen
Bernhard Germeshausen, né le 21 août 1951 à Heilbad Heiligenstadt (Allemagne de l'Est) et mort le 15 avril 2022, est un bobeur est-allemand notamment trois fois champion olympique en 1976 et 1980.

## Biographie
Aux Jeux olympiques d'hiver de 1976, organisés à Innsbruck en Autriche, Bernhard Germeshausen est double champion olympique : en bob à deux avec le pilote Meinhard Nehmer et en bob à quatre avec Meinhard Nehmer, Jochen Babock et Bernhard Lehmann. Aux Jeux d'hiver de 1980, à Lake Placid aux États-Unis, il est à nouveau sacré champion olympique de bob à quatre, avec Meinhard Nehmer, Bogdan Musiol et Hans-Jürgen Gerhardt, et il est médaillé d'argent en bob à deux avec Hans-Jürgen Gerhardt. Avec trois médailles d'or, Germeshausen et Nehmer sont les bobeurs les plus titrés de l'histoire aux Jeux olympiques. Pendant sa carrière, Germeshausen gagne également cinq médailles aux championnats du monde : l'or en bob à quatre en 1977 et en bob à deux et à quatre en 1981, l'argent en bob à quatre en 1979 et le bronze en bob à quatre en 1978.

## Palmarès

### Jeux Olympiques
- : médaillé d'or en bob à 2 aux JO 1976.
- : médaillé d'or en bob à 4 aux JO 1976.
- : médaillé d'or en bob à 4 aux JO 1980.
- : médaillé d'argent en bob à 2 aux JO 1980.

### Championnats monde
- : médaillé d'or en bob à 4 aux championnats monde de 1977 et 1981.
- : médaillé d'or en bob à 2 aux championnats monde de 1981.
- : médaillé d'argent en bob à 4 aux championnats monde de 1979.
- : médaillé de bronze en bob à 4 aux championnats monde de 1978.